# Сиди-Дауд
Сиди-Дауд (араб. سيدي داود‎, фр. Sidi Daoud) — коммуна на севере Алжира, на территории вилайета Бумердес, округа Баглия.

## Географическое положение
Коммуна находится в северной части вилайета, на высоте 49 метров над уровнем моря.
Коммуна расположена на расстоянии приблизительно 91 километра к востоку от столицы страны Алжира и в 47 километрах к востоку от административного центра вилайета Бумердеса.

## Демография
По состоянию на 2008 год население составляло 16 900 человек.
Динамика численности населения коммуны по годам:
| 1977  | 1987   | 1998   | 2008   |
| ----- | ------ | ------ | ------ |
| 8 396 | 12 601 | 14 889 | 16 900 |